# Marjanus
Genre
Marjanus est un genre d'araignées aranéomorphes de la famille des Gnaphosidae.

## Distribution
Les espèces de ce genre se rencontrent en Chine, en Iran, en Turquie et en Grèce.

## Liste des espèces
Selon World Spider Catalog (version 22.0, 13/06/2021) :
- Marjanus isfahanicus Zamani, Chatzaki, Esyunin & Marusik, 2021
- Marjanus platnicki (Zhang, Song & Zhu, 2001)

## Étymologie
Ce genre est nommé en l'honneur de l'arachnologue macédonien Marjan Komnenov (d).

## Publication originale
- (en) M. Chatzaki, 2018 : « On the ground spider genera Marjanus gen. n., Lasophorus gen. n. and Turkozelotes Kovblyuk & Seyyar, 2009 (Araneae: Gnaphosidae) from Greece ». Zootaxa, no 4392(3), p. 521-545.